# Fortune 500
Fortune 500 este un clasament anual al celor mai mari companii publice americane după cifra de afaceri, întocmit de prestigioasa revistă Fortune.
| Nr. | Companie             | Stat SUA       | Ramură economică                                      | Venituri ($)              |
| --- | -------------------- | -------------- | ----------------------------------------------------- | ------------------------- |
| 1   | Walmart              | Arkansas       | Comercianți                                           | $648.1 miliarde de dolari |
| 2   | Amazon               | Washington     | Servicii de internet și vânzare cu amănuntul          | $574.8 miliarde de dolari |
| 3   | Apple                | California     | Calculatoare, echipamente de birou                    | $383.3 miliarde de dolari |
| 4   | UnitedHealth Group   | Minnesota      | Asistență medicală: asigurări și îngrijire gestionată | $371.6 miliarde de dolari |
| 5   | Berkshire Hathaway   | Nebraska       | Asigurare: Imobiliare și daune                        | $364.5 miliarde de dolari |
| 6   | CVS Health           | Rhode Island   | Asistență medicală: farmacie și alte servicii         | $357.8 miliarde de dolari |
| 7   | ExxonMobil           | Texas          | Rafinarea petrolului                                  | $344.6 miliarde de dolari |
| 8   | Alphabet Inc.        | California     | Servicii de internet și vânzare cu amănuntul          | $307.4 miliarde de dolari |
| 9   | McKesson Corporation | Texas          | Angrosiști: Asistență medicală                        | $276.7 miliarde de dolari |
| 10  | Cencora              | Pennsylvania   | Angrosiști: Asistență medicală                        | $262.2 miliarde de dolari |
| 11  | Costco               | Washington     | Comercianți                                           | $242.3 miliarde de dolari |
| 12  | JPMorgan Chase       | New York       | Bănci comerciale                                      | $239.4 miliarde de dolari |
| 13  | Microsoft            | Washington     | Software de calculator                                | $211.9 miliarde de dolari |
| 14  | Cardinal Health      | Ohio           | Angrosiști: Asistență medicală                        | $205.0 miliarde de dolari |
| 15  | Chevron Corporation  | California     | Rafinarea petrolului                                  | $200.9 miliarde de dolari |
| 16  | Cigna                | Connecticut    | Asistență medicală: farmacie și alte servicii         | $195.3 miliarde de dolari |
| 17  | Ford Motor Company   | Michigan       | Autovehicule și piese                                 | $176.2 miliarde de dolari |
| 18  | Bank of America      | North Carolina | Bănci comerciale                                      | $171.9 miliarde de dolari |
| 19  | General Motors       | Michigan       | Autovehicule și piese                                 | $171.8 miliarde de dolari |
| 20  | Elevance Health      | Indiana        | Asistență medicală: asigurări și îngrijire gestionată | $171.3 miliarde de dolari |